# Minicoy
Minicoy (Dhivehi މަލިކު lokaler Name Maliku) ist ein Atoll mit der zweitgrößten und südlichsten Insel des indischen Unionsterritoriums Lakshadweep in der Lakkadivensee, einem Randmeer des Indischen Ozeans. Die 10,6 km lange, aber nur maximal 820 Meter breite gleichnamige Insel Minicoy (Maliku) umfasst den östlichen und südlichen Teil des Atolls mit einer 30,6 km² großen Lagune, sowie über 99 Prozent der Landfläche des Atolls (437 von 439 Hektar). Daneben gibt es im Atoll noch eine weitere, gut 1,5 Hektar große Insel Viringili, die 650 Meter westlich der Südwestspitze der Hauptinsel liegt. Das Atoll Minicoy ist durch den über 200 km breiten Neun-Grad-Kanal von der Inselgruppe der Lakkadiven getrennt, während die Entfernung zur nördlichsten Insel der Malediven nur rund 130 km beträgt. Die Einwohnerzahl beträgt rund 10.200 (Berechnung; Stand: 1. Januar 2007).
Das Wahrzeichen von Minicoy ist ein über 90 Meter hoher, 1885 von den Briten erbauter Leuchtturm.

## Bevölkerung und Kultur
Minicoy hat starke kulturelle Bezüge zu den Malediven und unterscheidet sich daher von den übrigen Inseln Lakshadweeps, deren kulturelle Affinitäten im indischen Bundesstaat Kerala liegen. Sichtbar wird dies beispielsweise in der Siedlungsform: Die Malikun, die einheimischen Bewohner des Atolls, leben in zehn nebeneinander liegenden Dörfern, die Bewohner der Lakkadiven und der Amindiven dagegen verteilen ihre Gehöfte über die gesamte Fläche der jeweiligen Insel.
Die ausschließlich muslimische indigene Inselbevölkerung spricht Mahl, einen Dialekt des auf den südlich gelegenen Malediven gesprochenen Dhivehi, eine indoarische Sprache, die in der Thaana-Schrift geschrieben wird. Der Name des Dialektes entstand durch einen Irrtum, wie eine Anekdote erzählt: Als ein britischer Beamter einen Einwohner nach dem Namen seiner Sprache fragte, antwortete dieser „Mahaldibu ge bas“ (wörtlich: „Sprache der Malediven“), was der Beamte fälschlicherweise als „Mahal ist die Sprache der Insel“ verstand und notierte.

## Dörfer
Minicoy wird administrativ in 11 Dörfer (Avah, auch Athiri) gegliedert, denen jeweils ein Moopan vorsteht. Die Dorfversammlung Baemedu wird im village house abgehalten. Die Dörfer nehmen etwa das nordöstliche Drittel der Insel ein und erscheinen auf dem Satellitenbild als eine zusammengewachsene Siedlung ohne Grenzen oder Freiflächen zwischen den Dörfern. Der bebaute Bereich liegt entlang der Westküste, die der Lagune zugewandt ist, obwohl sich jedes Dorfgebiet auch maximal 760 Meter quer durch die Insel bis zur Ostküste erstreckt, wo der offene Indische Ozean anbrandet. Der größere südliche und südwestliche Teil der Insel, South Bandaram, der gelegentlich als elftes Dorf aufgelistet wird, ist dauerhaft nur von 15 Einwohnern bzw. zwei Familien besiedelt, und durch Kokospalmenplantagen dominiert.  Der rund 3,6 km lange und nur 50 bis 100 Meter breite nördliche unbesiedelte Ausläufer der Insel, Kodi Point, ist nicht abgegrenzt vom Gebiet des nördlichsten Dorfes Kendiparty. Er wird andernorts dennoch separat aufgelistet, auch mit der Namensvariante north Pandaram. Er beherbergte früher eine Leprakolonie.
Die Dörfer und South Bandaram von Norden nach Süden:
- Karte mit allen Koordinaten:
- OSM |
- WikiMap

| Nord→ →Süd | Dorf                   | Bevölkerung 2005 | Lage                              |
| ---------- | ---------------------- | ---------------- | --------------------------------- |
| 1          | Kendiparty             | 217              | 08° 17′ 39,6″ N, 073° 03′ 49,4″ O |
| 2          | Falessery (Pallessery) | 651              | 08° 17′ 30,0″ N, 073° 03′ 43,0″ O |
| 3          | Kudehi                 | 421              | 08° 17′ 24,0″ N, 073° 03′ 43,0″ O |
| 4          | Funhilol               | 434              | 08° 17′ 22,0″ N, 073° 03′ 42,0″ O |
| 5          | Aloodi                 | 290              | 08° 17′ 20,0″ N, 073° 03′ 39,0″ O |
| 6          | Sedivalu               | 389              | 08° 17′ 14,4″ N, 073° 03′ 46,7″ O |
| 7          | Rammedu                | 392              | 08° 17′ 17,0″ N, 073° 03′ 36,0″ O |
| 8          | Boduathiri             | 495              | 08° 17′ 14,0″ N, 073° 03′ 32,0″ O |
| 9          | Aoumagu                | 738              | 08° 17′ 11,6″ N, 073° 03′ 35,9″ O |
| 10         | Bada                   | 1070             | 08° 17′ 06,0″ N, 073° 03′ 30,0″ O |
| 11         | New Boduathiri         | 700              | 08° 16′ 56,0″ N, 073° 03′ 24,0″ O |
|            | Minicoy                | 5112             |                                   |

Ursprünglich gab es nur acht Dörfer auf Minicoy. 1920 wurde das neunte Dorf Bada durch Ausgliederung aus Aoumagu etabliert. Das zehnte Dorf Kendiparty wurde 1965 etabliert, durch Ausgliederung aus Fallessery. Seit 1977 gibt es ein elftes Dorf New Boduathiri, geschaffen durch Ausgliederung aus Boduathiri.

## Geschichte
Bis etwa um das Jahr 1500 gehörte die Insel zum Königreich der Malediven, dessen König 1153 zum Islam übergetreten war. In der Folgezeit wurde die bis dahin buddhistische Inselgruppe, einschließlich Minicoy, islamisiert. Als der arabische Forschungsreisende Ibn Battuta die Malediven 1346 besuchte, stellte er fest, dass bereits alle Einwohner Muslime waren.
Um 1500 kam Minicoy unter die Herrschaft der Ali Rajas, einer ebenfalls muslimischen Dynastie mit Sitz in Kannur (ältere englische Namensform: Cannanore). Die Umstände und das genaue Datum des Herrscherwechsels sind unbekannt. Mitte des 16. Jahrhunderts nutzte der maledivische Nationalheld Muhammad Thakurufaanu Al-Azam die Insel als Basis für seinen Kampf gegen den unter portugiesischem Einfluss zum Christentum übergetretenen Sultan der Malediven.
Offiziell blieb die Insel bis 1905 bei Cannanore, als die Bibi sie den Briten übergab. Tatsächlich stand sie aber schon seit der Mitte des 19. Jahrhunderts unter britischer Oberhoheit.
1956, neun Jahre nach dem Ende der britischen Kolonialherrschaft, entschied sich Minicoy in einem Referendum für den Verbleib bei Indien und wurde gemeinsam mit den Lakkadiven und Amindiven Bestandteil eines Unionsterritoriums, das sich seit 1973 offiziell Lakshadweep nennt.
1983 kam es wegen Minicoy zu diplomatischen Verwicklungen zwischen Indien und den Malediven, nachdem der Bruder des maledivischen Präsidenten Maumoon Abdul Gayoom in einer öffentlichen Rede maledivische Ansprüche auf Minicoy betont hatte.

## Klimatabelle
|                       | Jan  | Feb  | Mär  | Apr  | Mai   | Jun   | Jul   | Aug   | Sep   | Okt   | Nov   | Dez  |   |         |
| Mittl. Tagesmax. (°C) | 30,8 | 31,2 | 32,0 | 32,7 | 32,4  | 31,1  | 30,6  | 30,5  | 30,6  | 30,8  | 30,9  | 31,0 | ⌀ | 31,2    |
| Mittl. Tagesmin. (°C) | 23,6 | 24,0 | 25,0 | 26,3 | 26,3  | 25,4  | 25,1  | 25,0  | 25,0  | 24,9  | 24,3  | 24,1 | ⌀ | 24,9    |
|                       |      |      |      |      |       |       |       |       |       |       |       |      |   |         |
| Niederschlag (mm)     | 26,5 | 15,3 | 20,5 | 55,4 | 177,0 | 305,2 | 256,4 | 242,2 | 164,5 | 158,7 | 150,6 | 75,6 | Σ | 1.647,9 |
|                       |      |      |      |      |       |       |       |       |       |       |       |      |   |         |
| Sonnenstunden (h/d)   | 9,1  | 9,3  | 9,1  | 8,5  | 6,7   | 4,6   | 5,6   | 6,0   | 6,4   | 7,2   | 7,3   | 8,0  | ⌀ | 7,3     |
|                       |      |      |      |      |       |       |       |       |       |       |       |      |   |         |
| Regentage (d)         | 1,6  | 1,3  | 1,3  | 3,7  | 9,2   | 16,5  | 14,4  | 12,6  | 10,6  | 8,9   | 7,6   | 4,1  | Σ | 91,8    |
|                       |      |      |      |      |       |       |       |       |       |       |       |      |   |         |
| Wassertemperatur (°C) | 27   | 27   | 28   | 29   | 29    | 28    | 28    | 27    | 27    | 28    | 28    | 27   | ⌀ | 27,8    |
|                       |      |      |      |      |       |       |       |       |       |       |       |      |   |         |
| Luftfeuchtigkeit (%)  | 74   | 74   | 72   | 73   | 76    | 80    | 79    | 80    | 79    | 78    | 77    | 76   | ⌀ | 76,5    |

| 23,6 |

| 24,0 |

| 25,0 |

| 26,3 |

| 26,3 |

| 25,4 |

| 25,1 |

| 25,0 |

| 25,0 |

| 24,9 |

| 24,3 |

| 24,1 |

| 23,6 |

| 24,0 |

| 25,0 |

| 26,3 |

| 26,3 |

| 25,4 |

| 25,1 |

| 25,0 |

| 25,0 |

| 24,9 |

| 24,3 |

| 24,1 |